# سونیل کاشیاپ
سونیل کاشیاپ (تلگویی: సునీల్ కశ్యప్) خواننده، موسیقی‌دان و آهنگساز اهل هند است. وی از سال ۲۰۰۸ میلادی تاکنون در سینمای هند مشغول به‌کار بوده‌است و بیشتر در تالیوود فعالیت دارد.
از فیلم‌هایی که وی در آن‌ها نقش داشته‌است، می‌توان به یاغی و ولگرد اشاره نمود. وی همچنین خوانندهٔ یکی از ترانه‌های مشهور فیلم فرمانروای عشق به کارگردانی ای. آر. رحمان بود.